# Zigzag diario
Zigzag diario és un programa cultural de Televisión de Galicia, dirigit per Xosé Luis Muñoz Portabales. Fou estrenat el 18 de gener de 2010.
Informa diàriament de l'actualitat cultural. A més, durant tota la setmana ha dedicat espai a la literatura, les tendències, la música, el cinema i les arts escèniques. A més, cada dia ofereix una entrevista amb un personatge relacionat amb el tema.

## Premis i nomenaments
Premis Mestre Mateo
| Any  | Categoria                    | Resultat  |
| ---- | ---------------------------- | --------- |
| 2011 | Millor programa de televisió | Guanyador |
| 2012 | Millor programa de televisió | Guanyador |
| 2013 | Millor programa de televisió | Guanyador |
| 2014 | Millor programa de televisió | Guanyador |